# Johannes Hilarides
De Friese predikant Johannes Hilarides (Leeuwarden, 14 mei 1649 – Bolsward, 1726) wordt samen met Gysbert Japicx (1603–1666) beschouwd als een belangrijke voorvechter van de Friese taal en als aanhanger van de taalpedagoog Jan Amos Komensky (Comenius) (1592–1670) als vernieuwer van het taalonderwijs in de moedertaal. Of Johannes Hilarides ook beschouwd mag worden als de geschiedschrijver van Friesland, wordt betwijfeld, hoewel zijn naam verbonden zal blijven aan de uitgave van It aade Friesche Terp, of Kronyk der Geschiedenissen van de Vrye Friesen in 1677.

## Leven
Over zijn afkomst en vroege jeugd van Johannes Hilarides is niets bekend, hoewel W. Eekhoff een verband legt met de scheepstimmerman van IJlst, Hijlke Benedictus, die zich na de dood van zijn vrouw met zijn drie oudste zoons in Leeuwarden vestigde. Dan zou zijn doop op 14 mei 1649 te Leeuwarden zijn geweest. Opmerkelijk is zeker dat Johannes Hilarides op 24 mei 1668 in het register van de Academie van Franeker wordt ingeschreven als afkomstig uit IJlst, hoewel hij ook later zijn afkomst uit Leeuwarden in plaats van IJlst blijft bevestigen.

### Hindeloopen
Na zijn studie in Franeker wordt Johannes Hilarides kortstondig leraar (praeceptor) aan de Latijnse school van Hindeloopen, totdat hij in 1671 zijn broer Nicolaus Hilarides als rector kan opvolgen. Mogelijk is deze broer Nicolaus Hilarides de werkelijke schrijver van de Boeren Almananakken, de Hindelooper Zee-Almanak en It aade Friesche terp geweest en heeft Johannes Hilarides diens teksten na zijn dood in 1675 laten drukken. Zelf heeft Johannes Hilarides meer belangstelling voor de taal van de Hindeloopers. In Hindeloopen is hij getrouwd en heeft hij een dochter Aeltie (1675) gekregen.

### Dokkum
Op 13 februari 1681 wordt Johannes Hilarides benoemd tot conrector aan de Latijnse school in Dokkum. Op 7 mei 1682 trouwt Johannes Hilarides in Dokkum met Nieske Pijtters, geboren in 1650 in Leeuwarden, dochter van "burger ende scheijdmaecker binnen Doccum" tevens "schuitmaker" Pieter Freercx en zijn vrouw Corneliske Cornelisdochter, beiden uit Dokkum. Met Nieske Pijtters krijgt Johannes Hilarides in Dokkum zes kinderen: Jetske (1682), Corneliske (1685 – <1691), Nicolaus (1686), Hilkia (1688), Corneliske II (1691) en Pijtter of Petrus (1695).
Naast zijn werkzaamheden als conrector van de Latijnse school vestigt Hilarides zich in 1694/1695 als uitgever, drukker en boekhandelaar in de Hoochstraat in Dokkum. Bovendien zet hij zich aan het vertalen van de Fabels van Aesopus in de versie van Phaedrus. Zowel zijn boekhandel als zijn vertaalwerk zorgen voor ophef. Zijn vertaling van de Fabels van Phaedrus wordt door vakgenoten afgedaan als broddelwerk. Er ontstaat in 1694 een rel in Dokkum over het uithangbord dat Johannes Hilarides aan zijn boekhandel heeft, waarop aan de ene kant de Bijbel en aan de andere kant het verderfelijk geachte lanterlu-kaartspel zijn afgebeeld, zodat hij die kant van het uithangbord met een mat moet afdekken. Hij reageert op de ophef door aan de tweede druk van de vertaling van de Fabels van Phaedrus een hekeldicht toe te voegen: "Ujthangbord van Johannes Hilarides als Burger en Boekverkooper in de Hoochstraat te Dokkum, alwaar het caartspel en ergernisse bejde ten toon staan". Het kwaad is echter al geschied.

### Bolsward
In 1699 wordt Johannes Hilarides weggepromoveerd tot rector van de Latijnse school in Bolsward, maar ook hier blijven conflicten niet uit. De toon wordt gezet in zijn inaugurele rede bij de ambtsaanvaarding van rector. Deze gaat over de door Johannes Hilarides in navolging van Jan Amos Komensky noodzakelijk geachte vernieuwing van het taalonderwijs. Zijn belangrijkste opponent wordt ds. Jacobus Steenwijk, die Johannes Hilarides in 1703 in een brief beticht van 600 misslagen in diens vertalingen van Cornelius Nepos en Phaedrus. Wanneer Johannes Hilarides in 1705 zijn Nieuwe Taalgronden en in 1708 zijn Naader Ontdekkingen van Nieuwe Taalgronden over het gebruik van geslachten, naamvallen en lidwoorden publiceert, levert hem dat de bijnaam "botterik van Friesland" op. De toenmalige reacties doen niet onder voor de ophef, die in onze dagen wordt gemaakt over hervorming van de spelling. Daarna wordt het stil rond Johannes Hilarides tot hij in 1726 overlijdt en zijn vrouw Nieske bij hun zoon Petrus in Joure intrekt.

## Werken

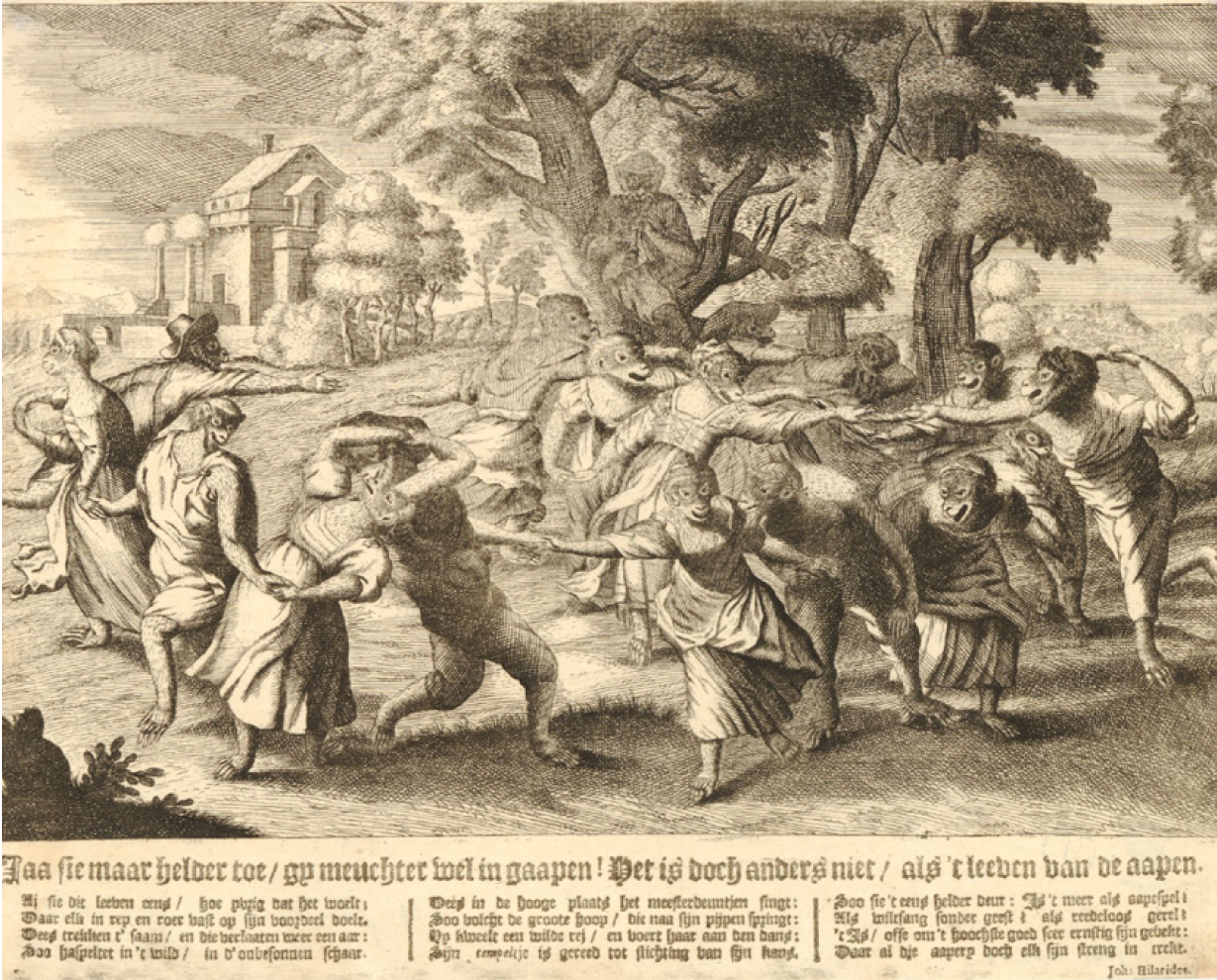
Prent en gedicht van Hilarius, parodie op de Boerendans van Rubens.

### Gelegenheidsgedichten
- 1669 Quid faciam dubito ! Sileamne ? An scribere carmen... Lijkdicht
- 1669 Hoe zyt gi dus ontsteld ? Hoe zyt gi dus ontroerd ? Lijkdicht
- 1669 Ad eundem
- 1669 "Honori ejusdem..." in: Carmina fenebria in immaturum obitum D. Ennonis Meenardi Hajenga Lijkdicht
- 1669 Twee lijkdichten ter ere van Anna Cloppenburch, vrouw van zijn leermeester Johannes Wubbena.
- 1670 Justa funebria in obitum ejusdem... Lofdicht op Abraham Steindam
- 1673 "O mihi Thesea Jane probata fide", in: Ernesti Baders Leovardiensis Juvenilium Poematum Libellus
- 1678 "Een ander op de zelvde stoffe. Joonas spreekt", in Bartholdus Wiarda, Jonau Exodus...., Franeker.
- 1678 "Nomini & Famae...", in: E. Baders, Camaenae juveniles. Lofdicht
- 1684 Elegia sermonem instituit ad Paginam seu Papyrum.
- 1687 Koe d' aade Roomer taal, in Kreekken rijmleryje Bijschrift bij een portret van Gysbert Japixc. Ondertekend: "For ‘t ljuecht helle trog Joh: Hilarides"
- 1691 Eer en deugd Van De Duivel Met bijdragen van Johannes Hilarides.
- 1691 Verscheyde Gedichten, So voor, als tegen het Boek, genaamt: de Betoverde Weereld.
- 1692 Vervolg op Verscheyde Gedichten uit 1691.
- 1692 Tweederleye Gebet.
- 1692 Naaklang Van de Onkonstige Echo.
- 1692 Dichtmaat. In eigen beheer uitgegeven.
- 1696 Voorbeeld van Neerstighejt..., een medisch boek, bevat een vers van Johannes Hilarides.
- 1696 Het Protestantse heyl.

### Vertalingen
- 1686 Cornelis Nepos, Van ‘t leeven der doorluchtige Veld-ooversten, Leeuwarden 1686.
- 1694 Phaedrus, Esopische vertellingen in Nederd. Dichte vertaald, Leeuwarden 1694. In 1695 herdrukt met toevoeging van een hekeldicht op het schild van zijn boekhandel.

### Taalkunde, taalonderwijs
- 1699 Oratio Inauguralis de Methode docendi linguas - paradoxotate. In Franeker 1699.
- 1702 De epistola faceta Jacobi Steenwĳkii, pastorculi dicacissimi, adversus Johannem Hilaridem scholæ Bolswerdianæ rectorem, : elegantioris fabulæ prodomus
- 1705 Nieuwe taalgronden der Nederdujtsche taal; weegens het gebrujk der voorleedekens de, den: die; deeze, dit dat, het; en de Neederlantsche woordrekkinge. Franeker, J. Horreus, 1705.
- 1708 Naader Ontdekkingen van Nieuwe Taalgronden der Neederd. Taal weegens het gebrujk der voorleedekens, en de Neederl. Woordrekkinge, Franeker 1708
- 1722 Mysterium docendi Latinum...., Leeuwarden 1722

### Toegeschreven aan Johannes Hilarides
- 1676 Friesche -Boere Almanach Vor ‘t Schrickel-Jier uus Heeren 1676.
- 1676 Prognosticatie our de Friesche -Boere Almanach, oer ‘t Schrickel-jier uus Heeren 1676.
- 1677 It aade Friesche Terp, of Kronyk der Geschiedenissen van de Vrye Friesen; in hun Oorsprong, Opkomst en voortgang; als mede in derzelver Landbestiering, Wapenhandel, Krygsdaden, Weetenschappen, Vreemde voorvallen... Byeen gestelt voor de Liefhebbers der Vryheid.... Het werk wordt aan Johannes Hilarides toegeschreven, maar geheel zeker is dit niet. Latere drukken verschijnen in 1743 (2e druk, Haarlem, Johannes Marshoorn), 1746, 1771 en 1834. In 1678 wordt een hoofdstuk "Landverdeeling van Friesland" toegevoegd, waarvan de auteur zegt, dat het geschreven is "in slavernye". Onduidelijk is waarop wordt gedoeld. In 1771 wordt een "Treurig Gesprek Tusschen een Vreemdeling en een Fries" toegevoegd over de verdrinkingsdood van Johan Willem Friso. Ook wordt dan het geschiedkundige gedeelte aangevuld met de periode 1678-1771.
- 1678 "Hynjlipper Semansalmanak voor 1679" in Litje Krunnijk
- 1679 Hijnlepre Seemans-Almenak Op It 1679 Jeer...
- 1679 Litje Krunnijk: Der Dingen/fan aalde tijden yn staane...
- 1705 De vismerk in roeren door Ruchel Koorenhalme, gezeid R. Korenaar